# نیکلاس گالاتزی
نیکلاس گالاتزی (انگلیسی: Nicolas Galazzi؛ زادهٔ ۱۸ دسامبر ۲۰۰۰) بازیکن فوتبال اهل ایتالیا است.